# Introduction à l'analyse des lignes courbes algébriques

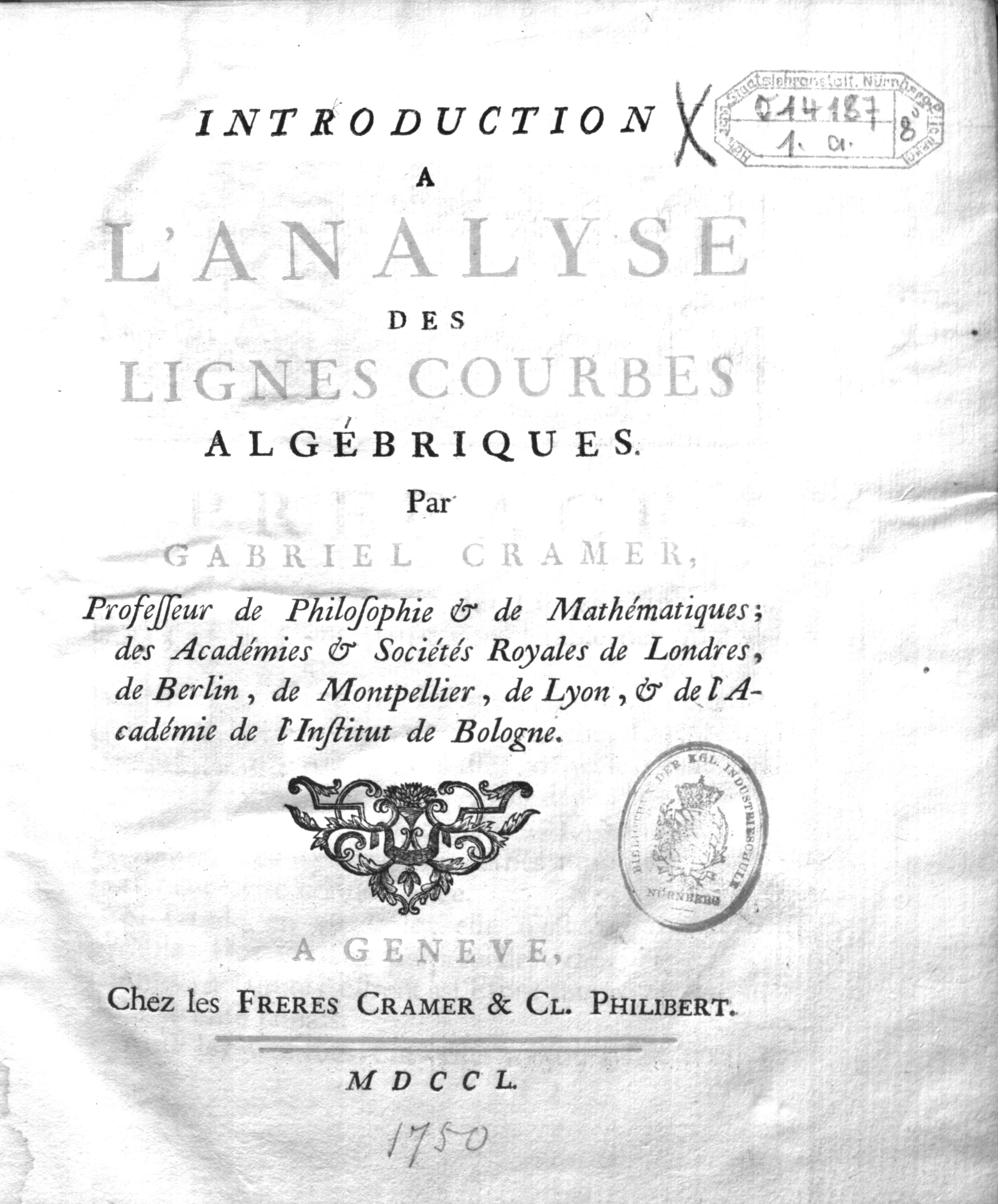
Page de titre de l’Introduction à l'analyse des lignes courbes algébriques de Gabriel Cramer (publié à Genève en 1750)

L’Introduction à l'analyse des lignes courbes algébriques est un livre de géométrie écrit par Gabriel Cramer et publié en 1750 à Genève par les imprimeurs-libraires Frères Cramer et Claude Philibert. Il traite de l'étude des courbes algébriques planes des différents ordres par le seul moyen de l'algèbre, sans recours au calcul différentiel, et ambitionne d'établir une classification des courbes algébriques des cinq premiers ordres.
Il est resté célèbre essentiellement pour ses annexes, qui présentent les formules permettant de calculer ce que l'on appellerait aujourd'hui les solutions d'un système d'équations linéaires à une inconnue par la méthode des déterminants, plus connues aujourd'hui sous le nom de règle de Cramer.

## Contexte historique
La publication de cet important ouvrage vient clore plus d'un siècle de recherches sur une possible classification des courbes algébriques planes, entamées après la parution de La Géométrie de René Descartes en 1637. Dès la fin des années 1660, Isaac Newton travaille à la classification des courbes du troisième ordre, mais ne publie ses résultats qu'en 1704, dans un court mémoire intitulé Enumeratio linearum tertii ordinis placé en annexe de son Opticks. La classification de Newton se base sur une généralisation des définitions et propriétés habituellement utilisées pour les coniques aux courbes du troisième ordre ; après avoir réduit l'équation générale des courbes du troisième ordre à quatre cas différents, il énumère et nomme 72 espèces en se basant sur le nombre et la nature des racines du second membre commun à ces quatre équations.
Comme souvent, Newton publie ses résultats sans démonstration, ce qui oblige ses successeurs à reconstituer les méthodes utilisées pour obtenir ces résultats, et qui fera dire à Gabriel Cramer en préface de son propre ouvrage : « Il est facheux que Mr. NEWTON se soit contenté d’étaler ses découvertes sans y joindre les Démonstrations, & qu’il ait préféré le plaisir de se faire admirer à celui d’instruire ». Le livre du Genevois s'inscrit ainsi dans une tradition d'explicitation des méthodes newtoniennes pour l'étude des courbes, qui permettra à plusieurs auteurs de proposer des ouvrages et des mémoires relatifs à ce sujet pendant toute la première moitié du XVIIIe siècle : ainsi, des Lineæ tertii ordinis Neutonianæ, sive Illustratio tractatus D. Neutoni De enumeratione linearum tertii ordinis de James Stirling publié à Oxford en 1717 (qui ajoute 2 espèces à la liste de Newton), du Traité des lignes du troisième ordre, ou courbes du second genre de François Nicole (qui en découvre une de plus) et de l'Examen des lignes du quatrième ordre, ou courbes du troisième genre de l'abbé Christophe-Bernard de Bragelongne, tous deux publiés dans les Mémoires de l'Académie royale des sciences de Paris au début des années 1730, ou encore des Usages de l’Analyse de Descartes pour découvrir, sans le secours du Calcul Differentiel, les Proprietés, ou Affections principales des Lignes Géométriques de tous les Ordres, de Jean-Paul de Gua de Malves, publié à Paris en 1740.

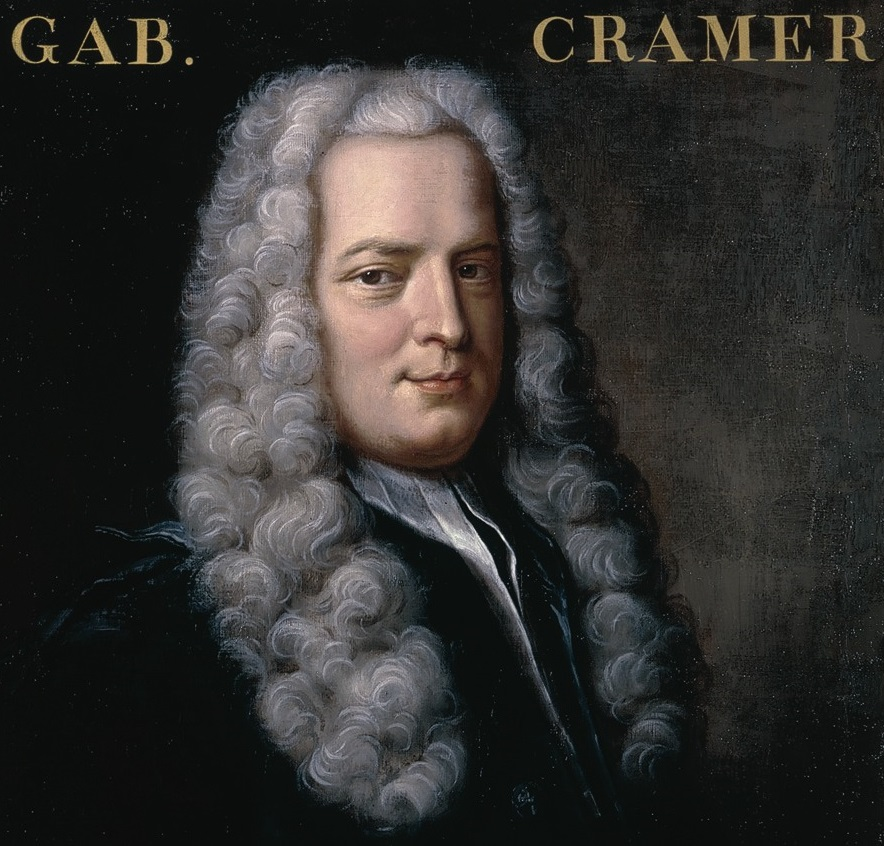
Portrait de Gabriel Cramer, attribué à Robert Gardelle

Tous ces auteurs sont cités dans la préface de l’Introduction de Cramer pour leurs différents apports, aux côtés de quelques autres (notamment Brook Taylor et Willem Jacob 's Gravesande pour l'utilisation du parallélogramme analytique de Newton et de la méthode des séries). Il faut noter qu'un autre ouvrage traitant du même sujet, quoiqu'en utilisant des méthodes sensiblement différentes, est publié deux ans avant celui de Cramer : il s'agit de l’Introductio in analysin infinitorum de Leonhard Euler (plus particulièrement le second volume) publié en 1748 à Lausanne, qui connaîtra également un très grand succès. À ce propos, Cramer écrit :

« J'aurois tiré une grande utilité de l'Introduction à l'Analyse des infiniment petits de Mr. EULER, si ce Livre m'avoit été plus tôt connu. Son objet étant presque le même que le mien, il n’est pas surprenant que nous nous soions souvent rencontrés dans les Conclusions. Mais la différence des Méthodes est aussi grande qu’elle peut l’être quand on travaille sur un même sujet : ce que je ne dis point pour préférer la route que j’ai prise à celle qu’a tenu Mr. EULER ; mais seulement pour avertir le Lecteur de cette diversité. »

Le Genevois connaissait bien les travaux de Leonhard Euler, ce dernier l'ayant même sollicité pour superviser l'édition de son ouvrage qu'il avait confiée à Marc-Michel Bousquet à Lausanne en 1743, proposition déclinée par Cramer mais initiant une correspondance scientifique nourrie entre les deux hommes. Le sujet des courbes algébriques y est d'ailleurs abordé à de nombreuses reprises, on y trouve notamment des échanges intéressants à propos de l'existence des points de rebroussement de la seconde espèce, que Gabriel Cramer intégrera dans son ouvrage après avoir été convaincu par les arguments d'Euler. Cette correspondance nous apprend également, ce qui est confirmé par d'autres sources épistolaires, que la rédaction de l’Introduction a débuté en 1740, et que le projet éditorial initial du Genevois a subi beaucoup d'évolutions dans les dix ans qui ont suivi, jusqu'à sa publication lors de l'été 1750 à Genève.
Gabriel Cramer propose donc, avec cet ouvrage, une véritable somme du savoir de son temps sur l'étude des courbes algébriques, augmentée de deux annexes présentant des résultats algébriques qui feront date, la première donnant les formules pour résoudre simultanément plusieurs équations linéaires du premier degré comportant autant d'inconnues (Règle de Cramer), et la seconde ambitionnant de donner une démonstration rigoureuse du théorème donnant le nombre de points d'intersection de deux courbes algébriques, qui est aujourd'hui connu sous le nom de théorème de Bézout.

## Plan et contenus de l'ouvrage
Le livre, qui n'a connu qu'une seule édition in-quarto, contient une préface de 29 pages (numérotées de v à xxiii), suivie de 680 pages de texte et 33 planches de figures, régulièrement insérées dans le corps de l'ouvrage, et se termine par 12 pages présentant l'index et les errata. 
Dans sa préface, Gabriel Cramer inscrit son traité dans une perspective historique, des courbes étudiées par les Anciens à l’Introductio in analysin infinitorum de Leonhard Euler, en passant par La Géométrie de René Descartes et l’Enumeratio d'Isaac Newton. Il y fait l'apologie des méthodes nouvelles (algèbre et analyse), en réaction à un usage encore très répandu des méthodes géométriques synthétiques, et précise que « l’Algèbre seule fournit le moyen de distribuer les Courbes en Classes, Genres & Espéces : ce qui, comme dans un Arsenal où les armes sont bien rangées, met en état de choisir, sans hésiter, celles qui peuvent servir dans la Résolution d’un Problème proposé » (p. vii). Il y fait également état des objectifs pédagogiques de cet ouvrage, en concluant sa préface de la manière suivante (p. xxiii) :

« J’ai tant de graces à leur demander, que je ne leur ferai point d’excuses, ni sur le style, où je n’ai cherché que la clarté ; ni sur certains détails, que j’ai crû nécessaires aux jeunes Géométres en faveur desquels j’écris ; ni sur la longueur de cet Ouvrage, dont je suis moi-même surpris. Elle vient principalement du nombre d’Exemples que j’aporte pour illustrer les Règles que je donne. Je sens fort bien que les Savans en voudroient moins, mais en échange les Commençans en désireroient peut-être davantage. Je puis dire aux uns, que je ne crois pas avoir placé un seul Exemple sans quelque raison particuliére ; & j’ose assurer les autres que je ne pense pas qu’ils trouvent dans les Règles aucune difficulté qui ne soit éclaircie par quelque Exemple. »

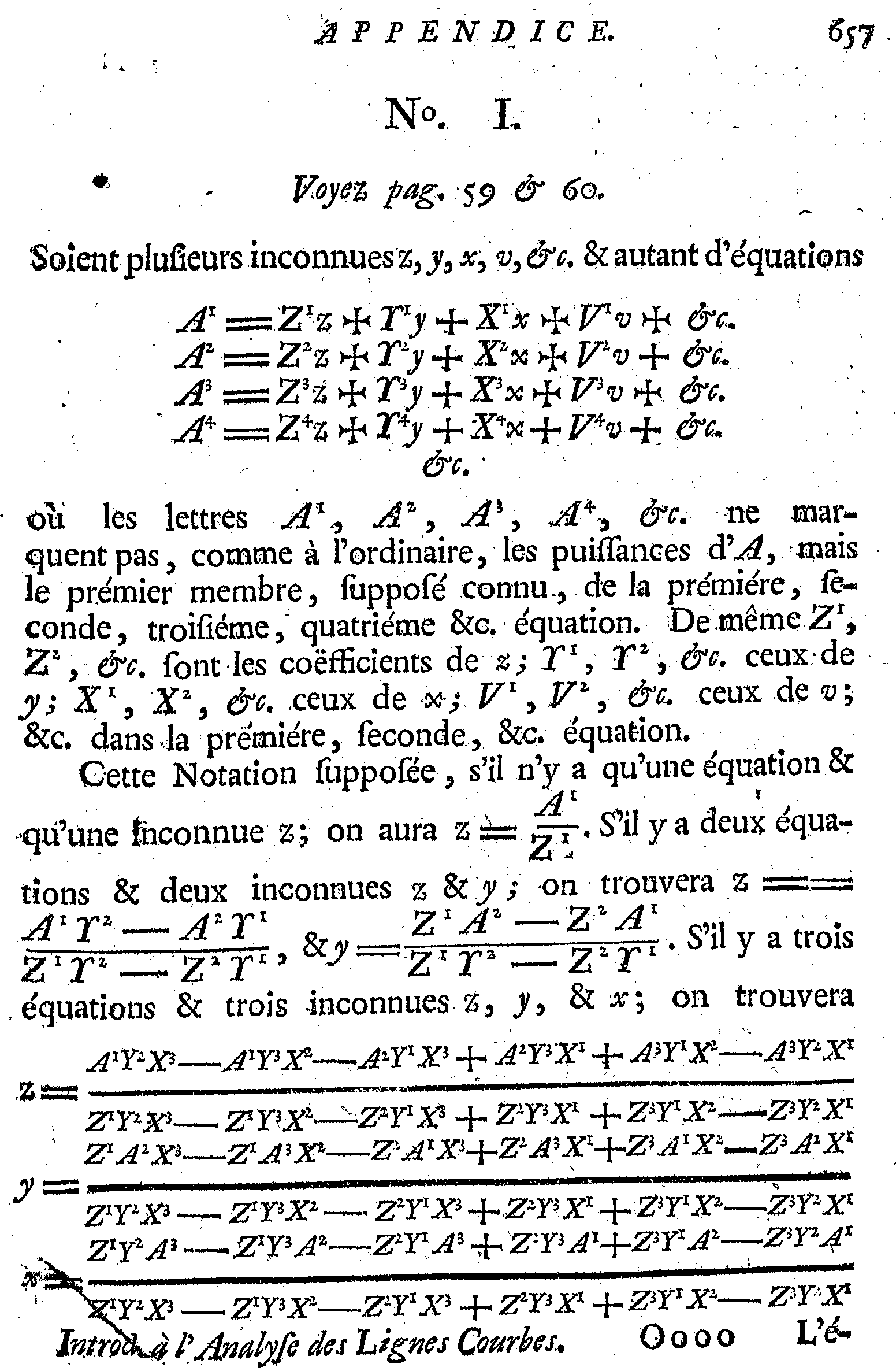
Appendice I de l’Introduction à l'analyse des lignes courbes algébriques de G. Cramer (p. 657)

L'ouvrage se décompose ensuite en treize chapitres (en conservant l'orthographe et la graphie originelle) :
- Chapitre I : De la Nature des Lignes Courbes en général, & de leurs Équations.
- Chapitre II : Des transformations que subit l’Équation d’une Courbe, quand on la rapporte à d’autres coordonnées.
- Chapitre III : Des différens Ordres des Lignes algébriques.
- Chapitre IV : Quelques Remarques sur la construction géométrique des Égalités.
- Chapitre V : Valeur du Produit de toutes les Ordonnées d’une même Abscisse.
- Chapitre VI : Des Diamètres, Contre-Diamètres, & Centres des Lignes Courbes.
- Chapitre VII : Détermination des plus grands termes d’une Équation. Principes de la Méthodes des Séries, ou Suites infinies.
- Chapitre VIII : Des Branches infinies des Courbes.
- Chapitre IX : Divisions générales des Lignes des cinq premiers Ordres.
- Chapitre X : Des Points singuliers ; Points multiples, Points d’Inflexion & de Serpentement.
- Chapitre XI : De la Méthode des Tangentes. Des Points d’Inflexion, &c. Des plus grandes & des plus petites abscisses & ordonnées, &c.
- Chapitre XII : De la Courbure des Lignes Courbes en leurs différens Points.
- Chapitre XIII : Des différentes espèces de Points multiples dont peuvent être susceptibles les Courbes des six premiers Ordres.

Les deux premiers chapitres permettent à l'auteur de définir les notions fondamentales : les différentes sortes de courbes (planes ou à double courbure, algébriques ou géométriques, transcendantes ou algébriques, exponentielles, interscendantes), les équations d'une courbe algébrique puis, après avoir énoncé qu'il est laissé invariant par les changements de coordonnées, l'ordre d'une courbe algébrique (comme degré commun de ses équations). Le troisième chapitre lui donne l'occasion d'introduire le parallélogramme analytique de Newton, dont il adopte, à la suite de Jean-Paul de Gua de Malves, une variante qu'il nomme triangle analytique. Ce triangle algébrique lui permet de démontrer que l'équation générale d'une courbe algébrique d'ordre {\displaystyle n} contient {\textstyle {\frac {n(n+3)}{2}}}termes et donc que la donnée, dans le cas général, de {\textstyle {\frac {n(n+3)}{2}}} points distincts permet de définir l'équation de la courbe passant par ces points (p. 58). C'est alors que, dans une note de bas de page, Gabriel Cramer indique qu'il a « trouvé une Régle assez commode & générale, lorsqu'on a un nombre quelconque d'équations & d'inconnuës dont aucune ne passe le premier degré » pour résoudre le système d'équations obtenu (p. 60) et renvoie le lecteur vers l'annexe I. Il travaille également dans ce chapitre la question du nombre de points d'intersection de deux courbes algébriques d'ordres {\displaystyle m} et {\displaystyle n} dont il énonce que ce nombre est égal, au plus, au produit {\displaystyle m\times n} de leurs ordres (p. 76). Il souligne que ce résultat a déjà été annoncé par Colin Maclaurin, mais sans que ce dernier ait publié de démonstration, et renvoie le lecteur vers l'annexe II pour prendre connaissance de sa propre démonstration. Gabriel Cramer conclut ce quatrième chapitre en mentionnant une « contradiction apparente » entre ces deux résultats (p. 78-79), remarquant que deux courbes d'ordre 3 se coupent (en général) en neuf points, alors qu'il suffit a priori de neuf points pour définir une courbe d'ordre 3 : c'est le paradoxe connu aujourd'hui sous le nom de paradoxe de Cramer, partiellement expliqué par Leonhard Euler dans leur correspondance, et définitivement éclairci par Julius Plücker en 1828.
Le quatrième chapitre inscrit le travail de Gabriel Cramer dans la tradition cartésienne de la construction des équations : il s'agit de proposer une construction à la règle et au compas permettant d'obtenir des segments dont les longueurs sont égales aux racines d’une équation donnée, en utilisant pour cela deux courbes algébriques bien choisies, dont les abscisses des points d’intersection sont les racines recherchées.
Le cinquième chapitre expose la démonstration d'un théorème difficile généralisant, pour des courbes d'ordres quelconques, des relations métriques déjà bien connues dans le cas des coniques, qui lui permettent, dans le sixième chapitre, d'étendre les définitions de diamètre, contre-diamètre et de centre aux courbes d'ordres supérieurs.
Le septième chapitre est tout à fait central et essentiel dans le traité des courbes de Gabriel Cramer : après avoir indiqué au lecteur comment circuler dans les différents ordres d'infinis, il mobilise le triangle analytique, défini dans le quatrième chapitre, pour donner une méthode permettant de déterminer les termes prépondérants d'une équation d'une courbe à l'origine ou à l'infini. C'est sur ce dispositif que l'auteur s'appuie pour déterminer les branches infinies (hyperboliques ou paraboliques) et les asymptotes des courbes dans un long huitième chapitre (136 pages !), qui constitue la base de la classification des courbes des cinq premiers ordres présentée dans le neuvième chapitre. Cette classification s'appuie sur le nombre et sur la nature des branches infinies des courbes : commençant par le second ordre, il retombe naturellement sur les résultats déjà connus sur la classification des coniques, puis il poursuit avec les courbes du troisième ordre, retrouvant ainsi les 78 déjà espèces énumérées par Isaac Newton et ses successeurs, distribuées en 4 classes et 14 genres. Il s'attaque ensuite aux courbes du quatrième ordre, ce qui débouche sur une division en 9 classes et 58 genres différents. Le travail sur les courbes du cinquième ordre n'est qu'esquissé, mais il annonce tout de même une division en 11 classes.
Dans le dixième chapitre, Gabriel Cramer étudie les points singuliers des courbes, qu'il définit tautologiquement comme des « Points qui se distinguent des autres Points de la même Courbe par quelque chose de particulier » (p. 400). Il s'agit des points multiples, des points d'inflexion et des points de serpentement, qu'il étudie si besoin à l'aide de développements en série obtenus grâce au triangle analytique. Ces points singuliers doivent permettre de subdiviser les genres obtenus au chapitre précédent en espèces. Les onzième et douzième chapitres donnent les méthodes pour étudier les tangentes, les extrema et la courbure des courbes algébriques. Enfin, le treizième chapitre revient sur une étude détaillée des points multiples d'une courbe algébrique, ce qui permet à l'auteur de donner toute leur place aux points de rebroussement de la seconde espèce dont il avait été tant question dans sa correspondance avec Leonhard Euler dans les années 1744-1746.
Pour finir, les appendices situés en fin d'ouvrage ne sont pas les parties les moins intéressantes de l'ouvrage. Le premier expose ce qui est aujourd'hui connu comme la Règle de Cramer, préfigurant la notion de déterminant d'un système linéaire d'équations, qui ne sera cependant définie qu'au siècle suivant. Le second, nous l'avons vu, est une tentative remarquée de démonstration du théorème aujourd'hui connu sous le nom de théorème de Bézout sur le nombre de points d'intersection de deux courbes algébriques, à l'origine de travaux ultérieurs sur la théorie de l'élimination.

## Réception de l'ouvrage
Les premières réactions des contemporains de Gabriel Cramer à la lecture de son traité des courbes sont élogieuses. Ainsi, Leonhard Euler écrit-il le 15 octobre 1750, après avoir reçu l'exemplaire envoyé par son correspondant genevois : « je Vous felicite d’avoir enrichi le public d’un ouvrage accompli sur cette matiere, qui etant delivré de tout defaut explique la theorie des lignes courbes aussi solidement que clairement. J’ai surtout admiré Vos appendices, qui renferment de très importans éclaircissemens pour l’algebre, à laquelle il manque encore, tout comme Vous le remarques quantité de choses : où il faut sans doute raporter l’elimination des inconnues ». 
Jean Le Rond d'Alembert, qui est en correspondance avec le Genevois depuis son séjour parisien de 1747-48, se montre un lecteur très attentif de l’Introduction : il engage un dialogue avec l'auteur dès la fin septembre 1750, lui demandant des précisions sur divers points de l'ouvrage. L'échange se termine en janvier 1751 sur ces mots de D'Alembert, qui est alors depuis quatre ans déjà à l'œuvre sur l'Encyclopédie (dont le premier volume paraîtra quelques mois plus tard) : « A l’egard de votre ouvrage sur les courbes je persiste toujours dans l’idée que j’en ay, et je viens d’ajouter à l’article courbe de l’Encyclopedie le jugement que j’en porte ». Et, en effet, le traité des courbes de Gabriel Cramer est cité dans une dizaine d'articles de l'Encyclopédie, dont l'article COURBE (ou plus exactement l'entrée Courbe polygone) qui le positionne dans les ouvrages de référence sur les courbes algébriques :

« Les meilleurs ouvrages dans lesquels on puisse s’instruire de la théorie des
courbes, sont, 1o l’enumeratio linearum tertii ordinis de M. Newton, d’où une partie de cet article COURBE est tirée : 2o l’ouvrage de M. Stirling sur le même sujet, & Geometria organica de M. Maclaurin, dont nous avons parlé : 3o les usages de l’analyse de Descartes par M. l’abbé de Gua, déjà cités ; ouvrage original & plein d’excellentes choses, mais qu’il faut lire avec précaution (Voyez BRANCHE & REBROUSSEMENT.) : 4o l’introduction à l’analyse des lignes courbes, par M. Cramer, ouvrage très-complet, très-clair & très-instructif, & dans lequel on trouve d’ailleurs plusieurs méthodes nouvelles : 5o l’ouvrage de M. Euler, qui a pour titre, introductio in analys. infinitorum, Lausan. 1748 »

Cet avis porté par D'Alembert sur l'ouvrage de Gabriel Cramer lui assurera, s'il en était besoin, une belle postérité, au moins dans le corpus encyclopédique européen de la fin du XVIIIe siècle et du début du XIXe siècle. Plus de cinquante ans après sa parution, on trouve encore dans l'Histoire des mathématiques de Jean-Étienne Montucla ce jugement flatteur :

« Il manquoit cependant encore jusqu’en 1750 un livre sur ce sujet, qui réunît à la profondeur de la doctrine, les développements nécessaires pour le rendre accessible à tous les géomètres. C’est ce que M. Cramer a exécuté avec le plus grand succès, par son ouvrage trop modestement intitulé : Introduction à l’Analyse des Lignes Courbes Algébriques, qui parut à Genève en 1750, in-4o, ouvrage d’ailleurs original en plusieurs points, et dans lequel au mérite du fond s’ajoute celui de la forme, je veux dire une clarté et une méthode tout-à-fait satisfaisantes. On ne sauroit par toutes ces raisons trop le conseiller à tous ceux qui désirent approfondir cette théorie. »

Notons enfin que Michel Chasles, en 1837, souligne l'actualité de l’Introduction à l'analyse des lignes courbes algébriques de Gabriel Cramer en ces termes : « Dans le même temps [qu’Euler] Cramer donna, sous le titre Introduction à l’analyse des lignes courbes algébriques (in-4o, 1750), un traité spécial, le plus complet, et encore aujourd’hui le plus estimé, sur cette vaste et importante branche de la Géométrie. ».